# Frontière entre la Lituanie et la Suède
La frontière entre la Lituanie et la Suède est entièrement maritime, intégralement située en mer Baltique. Elle formait une partie de la frontière extérieure de l'Union européenne à partir du 1er janvier 1995, date d'adhésion de la Suède, avant d'en devenir une frontière intérieure à la suite de l'adhésion de la Lituanie le 1er mai 2004.
La frontière, longue d'environ 15 kilomètres, a été fixée dans un accord signé par les deux pays le 10 avril 2014. L'accord a été ratifié par la Seimas (le parlement lituanien) le 14 octobre 2014.